# 埃斯特港
61°55′S 57°59′W / 61.917°S 57.983°W
埃斯特港（Esther Harbour），是南極洲的海港，位於南設得蘭群島的喬治王島北岸，處於珀賴蒂茲島以西和加姆角以南，現時由南極條約體系管理。